# Organizator (košarka)
Organizator (angleško: Point guard ali Playmaker) je eden od petih standardnih igralnih položajev v košarki. Košarkar - organizator, označuje se lahko tudi kot številka ena ali enka, je branilec, ki je zadolžen za vodenje žoge v pripravi napada in s prodori ter podajami skrbi za razigravanje preostalih svojih soigralcev. Po navadi je to najmanjši in najhitrejši igralec v ekipi s sposobnostjo pregleda dogajanja na igrišču.

## Vloga organizatorja
Organizator ima posebne značilnosti, ki so bistvenega pomena pri vodenju ekipe na igrišču. Nekateri ga opisujejo kot podaljšana roka trenerja na parketu, ki vodi in podaja žogo sotekmovalcem. Glavna njegova naloga je ustvarjanje priložnosti soigralcem, zato potrebuje občutek za igro, čas in položaj. Za uspešno vodenje mora vedno vedeti, kateri način igre je najprimernejši, koliko časa je do izteka napada, kateremu od soigralcev v najbolj ugodnem položaju ali pri kombinaciji oddati žogo in kdaj. Organizator je tisti, ki prenese žogo ob začetku napada na nasprotnikovo polovico igrišča in je od njegovih sposobnosti pregleda položaja in vizije odvisna nadaljnja igra moštva. Tako seveda ni naključje, da so najboljši organizatorji tudi najboljši podajalci 

Poleg vsega tega pa je organizator zelo podoben tip igralca kot branilec, se pravi strelec metov iz daljave, veliko pa jih je sposobnih zadevati tudi iz tako imenovanih položajev »skok-met«. V obrambi igra organizator nasprotno kot v napadu, kar pomeni, da poskuša kar se da učinkovito ovirati nasprotnikovega organizatorja ali prestrezati podaje.